# Physarum
Physarum  (Pers. (1794)  ) è un genere di muffe mucillaginose plasmodiali della famiglia delle Physaraceae.

## Nomenclatura
Physarum è di gran lunga il genere più ricco di specie dei Myxogastria. Essendo caratterizzato da un ampio ventaglio di forme, sono stati fatti numerosi tentativi per dividerlo in generi più piccoli, ma nessuna di queste proposte ha per il momento ottenuto il consenso della maggioranza degli studiosi.

## Distribuzione
Il genere è distribuito in tutto il mondo, ma circa due terzi delle specie sono neotropicali. Molte specie di Physarum sono comuni nelle rispettive aree di distribuzione.

## Specie
Al genere appartengono le seguenti specie:
- Physarum albescens
- Physarum album
- Physarum andinum
- Physarum bivalve
- Physarum bogoriense
- Physarum cinereum
- Physarum citrinum
- Physarum compressum
- Physarum confertum
- Physarum conglomeratum
- Physarum crateriforme
- Physarum daamsii
- Physarum didermoides
- Physarum digitatum
- Physarum flavicomum
- Physarum florigerum
- Physarum globuliferum
- Physarum gyrosum
- Physarum hongkongense
- Physarum lakhanpalii
- Physarum lateritium
- Physarum leucophaeum
- Physarum loratum
- Physarum luteolum
- Physarum melleum
- Physarum mortonii
- Physarum mutabile
- Physarum nigripodum
- Physarum nucleatum
- Physarum oblatum
- Physarum plicatum
- Physarum polycephalum
- Physarum psittacinum
- Physarum pulcherrimum
- Physarum pusillum
- Physarum reniforme
- Physarum rigidum
- Physarum roseum
- Physarum stellatum
- Physarum sulphureum
- Physarum superbum
- Physarum tenerum
- Physarum virescens
- Physarum viride